# Wake Village
Wake Village é uma cidade localizada no estado norte-americano do Texas, no Condado de Bowie.

## Demografia
Segundo o censo norte-americano de 2000, a sua população era de 5129 habitantes.
Em 2006, foi estimada uma população de 5505, um aumento de 376 (7.3%).

## Geografia
De acordo com o United States Census Bureau tem uma área de
4,3 km², dos quais 4,3 km² cobertos por terra e 0,0 km² cobertos por água.

## Localidades na vizinhança
O diagrama seguinte representa as localidades num raio de 12 km ao redor de Wake Village.